# Kalynivka (Vinnytsia)
Kalynivka (em ucraniano:  Калинівка, em polonês/polaco:  Kalinówka, em russo:  Калиновка) é uma cidade da Ucrânia, situada no Oblast de Vinnytsia. Tem 9,8 km² de área e sua população em 2020 foi estimada em 18.832 habitantes.